# Burgstall Schlichten
Der Burgstall Schlichten ist eine abgegangene hoch- oder spätmittelalterliche Höhenburg bei Schlichten, einem Gemeindeteil der Stadt Tittmoning im Landkreis Traunstein in Bayern. Er wird als Bodendenkmal unter der Aktennummer D-1-7942-0072 als „Burgstall des hohen Mittelalters“ geführt.
Der Burgstall liegt 260 m nordwestlich von Schlichten und ca. 40 m höher als der Ortsteil. Seine Ausmaße betragen ca. 90 m in nord-südlicher und 40 m in ost-westlicher Richtung. Ein ca. 10 m großes Gipfelplateau ist noch erkennbar, ebenso sind noch Wall- und Grabenanlagen vorhanden.